# Tony Nese
Anthony Nese (6 de agosto de 1985 en Nueva York, Estados Unidos), más conocido como Tony Nese, es un luchador profesional estadounidense que actualmente trabaja para All Elite Wrestling (AEW).
Antes de esto trabajó para empresas independientes, para TNA y para la WWE.

## Carrera

### Circuito independiente (2005-2009)
Nese hizo su debut en la lucha libre el 23 de septiembre de 2005 para la promoción de la Nueva York Wrestling Connection en un combate de pelea número uno del rival para el NYWC Interstate Championship, que fue ganado por Rob Eckos. El 11 de noviembre de 2005 Nese hizo su debut en el ring bajo el nombre de Matt Maverick en un perdiendo contra Spyder. Nese ganó su primera lucha el 17 de diciembre de 2005 en una triple amenaza derrotando a Spyder y Amazing Red. Nese continuó luchando por la promoción durante varios años, incluyendo el acortamiento de su nombre del ring a Maverick antes de su carrera en la costa este de lucha libre fue jumpstarted después de que compitió en 2008 ECWA Super 8 Torneo, donde ganó la primera ronda alrededor de Rob Eckos en semifinales ante Aden Chambers. Nese entonces compitiría más adelante en varios dark match para el Ring of Honor en 2009.

### Total Nonstop Action Wrestling (TNA) (2011-2013)
Hizo su debut el 7 de julio de 2011, en un torneo de la División X. Fue eliminado por Jack Evans en una triple amenaza donde estaba incluido Jesse Sorensen. Luego de un tiempo, Nese firmó con TNA el 18 de agosto. Siguió trabajando para la empresa, luchando en los shows semanales, teniendo tanto victorias como con derrotas.
Nese fue liberado de TNA el 17 de mayo de 2012 después de pedir permiso para trabajar en equipo con Sami Callihan contra The Great Muta y Kai para Pro Wrestling Syndicate. Nese le ofreció su liberación a TNA, la cual aceptó. 
Tras esto, Nese participó en el X-travaganza el 12 de enero de 2013 (al aire el 5 de abril de 2013) junto a Rashad Cameron contra Doug Williams y Kid Kash, lucha la cual perdieron.

### Regreso al circuito independiente (2012-2016)

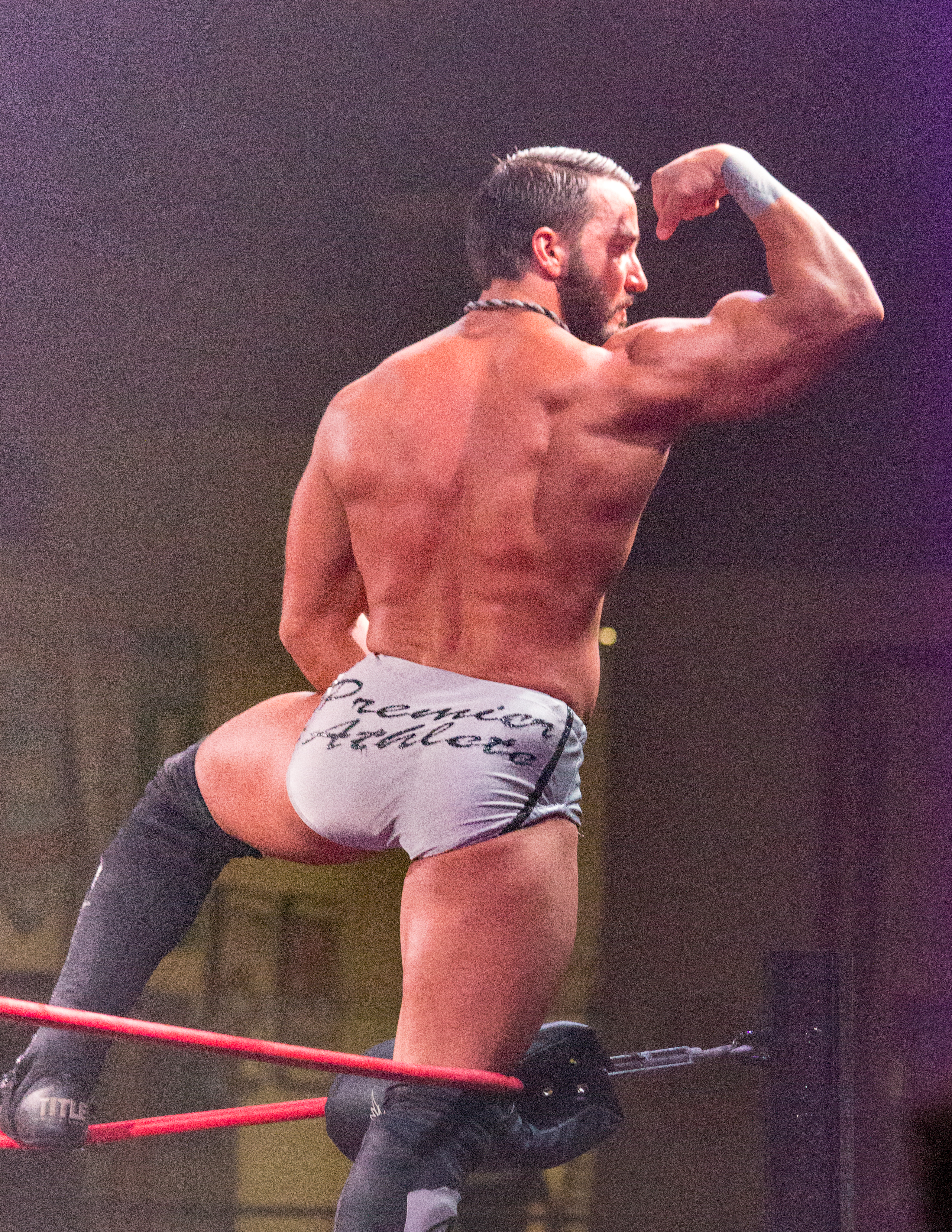
Nese posando durante una aparición de 2015 con House of Hardcore

Tras su salida de TNA, Nese regresó a la escena independiente, trabajando en New York Wrestling Connection, Pro Wrestling Syndicate, Dragon Gate USA, Dragon Gate y EVOLVE.
Se enfrentó a Matt Hardy, derrotándolo en una lucha por el título de Tri-State antes de perder el título de Star Man el 9 de noviembre de 2012 en una triple amenaza. El 12 de octubre de 2013, Nese derrotó al Campeón de la FWE Tri Borough Paul London en un combate no titular. Tras esto tuvo apariciones en Dragon Gate en Japón.
El 14 de septiembre de 2014, ganó los Campeonatos en Pareja de Dragon Gate USA junto a Caleb Konley, derrotando a The Bravado Brothers y AR Fox y Rich Swann. En FWE ReFueled day 1, Nese y Jigsaw derrotaron a Adrenaline Express para ganar los Campeonatos en Pareja de FWE. Al día siguiente, perdieron el título ante The Young Bucks.
El 18 de julio de 2015, Nese fue derrotado por John Hennigan.

### WWE (2016-2021)

#### WWE Cruiserweight Classic (2016)
Nese fue anunciado como un participante del WWE Cruiserweight Classic. El torneo comenzó el 23 de junio de 2016, con Nese derrotando a Anthony Bennett en la primera ronda. El 14 de julio, Nese fue derrotado en la segunda ronda por Brian Kendrick.   

#### WWE 205 Live (2016-2021)
Tras esto, apareció en el episodio de Raw del 26 de septiembre, perdiendo ante el entonces Campeón Crucero T.J. Perkins. Luego fue añadido a la lista del roster de la marca Roja, como parte de su División Crucero. En el episodio del 3 de octubre Nese derrotó a Rich Swann. Participó en el kickoff de Hell in a Cell junto a Drew Gulak y Ariya Daivari, pero fueron derrotados por Sin Cara, Lince Dorado y Cedric Alexander.
Además, participó en el torneo de NXT Dusty Rhodes Tag Team Classic del 2016 junto a Drew Gulak, pero perdiendo en la primera ronda ante No Way Jose y Rich Swann. Y el 13 de noviembre firmó oficialmente con WWE.
En el Raw del 28 de noviembre en compañía de Drew Gulak derrotó a Cedric Alexander.
Y en el primer episodio de 205 Live que fue el 29 de noviembre, junto con Drew Gulak fueron derrotados por The Bollywood Boyz(Gurv & Harv), para el 27  de diciembre en 205 Live sería derrotado por Cedric Alexander.
Iniciando el 2017, fue derrotado por Rich Swann en el 205 Live del 10 de enero, en el 205 Live de 17 de enero perdería ante Mustafa Ali, también sería derrotado por T.J Perkins en el 205 del 24 de enero, y el 31 de enero sería derrotado por Lince Dorado en 205 Live. En el 21 de febrero en 205 Live sería derrotado por The Getleman Jack Gallagher y el 7 de marzo en 205 Live sería derrotado por Austin Aries, para luego participar en una Fatal 5-Way Elimination Match para ser Retador #1 Al Campeonato Peso Crucero en Wrestlemania 33, en el 205 Live del 14 de marzo, que junto a Noam Dar, The Brian Kendrick, T.J. Perkins & Austin Aries, ganando Aries, para la siguiente semana en el 205 Live del 21 de marzo perder ante T.J Perkins.
Luego entraría en un feudo contran Mustafa Ali teniendo combates en los 205 Live del 18 y 25 de abril, para terminar en el 205 Live del 9 de mayo.
El resto del año fue perdiendo combates en Main Event frente a luchadores como Akira Tozawa Rich Swann Lince Dorado Gran Metalik y Jack Gallagher hasta que a finales del año se uniría a ZO-Train! del Campeón Peso Crucero Enzo Amore junto a Ariya Daivari, Drew Gulak, Noam Dar y él mismo teniendo combates contra Kalisto, Mustafa Ali, Lince Dorado, Cedric Alexander, Akira Tozawa y Rich Swann tanto como en Raw como en 205 Live, pero fue traicionado por Enzo Amore & el ZO Train! en el 12 de diciembre.
En el 2018 participaría en el torneo por el vacante Campeonato Peso Crucero, pero sería derrotado por Drew Gulak en la primera ronda en el 205 Live del 13 de febrero.
Cambió a Face en 2019, para luego derrotar a Kalisto en el 205 Live del 26 de febrero, para avanzar a las semifinales donde derrotó a Drew Gulak en el 205 Live del 12 de marzo pasando a la final del torneo y derrotando por último a Cedric Alexander en el 205 Live del 12 de marzo, tras esto, ganó una oportunidad por el Campeonato Crucero en Wrestlemania 35 ante Buddy Murphy, así iniciando su rivalidad por el título, para que en Wrestlemania 35 Nese ganara por primera vez el Campeonato Peso Crucero. Y en el episodio de 205 Live posterior a Wrestlemania retuvo con éxito el Campeonato Crucero en la revancha contra Buddy Murphy.
Posteriormente entró en una rivalidad contra Ariya Daivari quien había conseguido una oportunidad por su título en Money In The Bank, y retendría su título ante Daivari. Luego para WWE Stomping Grounds ya entraría en un feudo con su antiguo compañero Drew Gulak, quien junto a Akira Tozawa consiguieron ser retadores a su título. En el kick-off de Stomping Grounds perdió el Campeonato Peso Crucero ante Drew Gulak cubriendo a Akira Tozawa, comenzando su feudo nuevamente, y el 205 Live Posterior a Stomping Grounds derrotó a Akira Tozawa para seguir siendo el retador #1 al Campeonato Peso Crucero de Drew Gulak, y en el kick-off de Extreme Rules perdió ante Gulak terminando su feudo y no haber recuperado el título.
Posteriormente se enfrentó a Kalisto, Ariya Daivari, Akira Tozawa, Jack Gallagher & Oney Lorcan en un Six Pack Challenge Match por una oportunidad al Campeonato Peso Crucero de la WWE de Drew Gulak en SummeSlam, sin embargo, ganó Lorcan.
En el 205 Live del 3 de septiembre fue derrotado por Mike Kanellis, y más tarde esa noche atacó a  Oney Lorcan mientras le hacían una entrevista cambiando a Heel, posteriormente ayudó a Drew Gulak a atacar a Lince Dorado & Humberto Carrillo esa noche. La siguiente semana junto a Drew Gulak & Ariya Daivari fueron derrotados por Humberto Carrillo & Lucha House Party(Lince Dorado & Gran Metalik).
En el 205 Live del 17 de septiemrbre derrotó a Oney Lorcan con ayuda de Drew Gulak. Continuando con su fuedo con Lorcan se involucro el compañero de Lorcan de NXT Danny Burch, teniendo un combate por equipos el 24 de septiembre en 205 Live, que junto a Drew Gulak fueron derrotados por Oney Lorcan & Danny Burch, tuvieron otro combate por equipos en el 205 Live del 11 de octubre contra Oney Lorcan & Danny Burch pero salieron derrotados nuevamente, para terminar con el feudo derrotó a Oney Lorcan & Ariya Daivari en una Triple Threat Match en el 205 Live del 18 de octubre.
La siguiente semana en 205 Live del 25 de octubre encaró al Campeón Peso Crucero de NXT Lio Rush después de su lucha contra Lorcan, diciéndole que le mostrará lo que le hará a Raul Mendoza en el ring, sin embargo fue derrotado por Raul Mendoza. El 6 de noviembre en NXT fue derrotado por Angel Garza Jr. por una oportunidad al Campeonato Peso Crucero de NXT. 
En el 205 Live del 13 de diciembre derrotó a Danny Burch.
Empezando el 2020 en el 205 Live del 3 de enero fue derrotado por el Campeón PesoCrucero de NXT Angel Garza en un combate no titular. En el 205 Live del 24 de enero derrotó a Lio Rush por conteo de 10 afuera del ring, y en el 205 Live del 7 de febrero se enfrentó al Campeón Peso Crucero de NXT Jordan Devlin & Lio Rush en una Triple Threat Match sin el título en juego, combate que ganó Devlin. Luego en el 205 Live del 14 de febrero, junto a Mike Kanellis(quien hacia su regreso) se enfrentaron a The Brian Kendrick & Ariya Daivari, con Nese & Kanellis ganando el combate por intervención de Oney Lorcan & Danny Burch. Se anunció que Nese sería el capitán del Team 205 Live contra el Team NXT en un Capitain's Selection Match, esconjiendo a Mike Kanellis, Jack Gallagher, The Brian Kendrick & Ariya Daivari. En el 205 Live del 28 de febrero fue derrotado por Lio Rush por descalificación, debido a que Mike Kanellis atacó a Rush. En el 205 Live del 13 de marzo, siendo el capitán del Team 205 Live Originals, junto a Mike Kanellis, Jack Gallagher, The Brian Kendrick & Ariya Daivari se enfrentaron al Team NXT(KUSHIDA, Isaiah "Swerve" Scott, Tyler Breeze, Danny Burch & Oney Lorcan) en un 10-Man Tag Team Elimination Match, eliminando a Danny Burch, sin embargo fue eliminado por Lorcan. En el 205 Live emitido el 27 de marzo, derrotó a Oney Lorcan y en el 205 Live del 10 de abril, derrotó a Danny Burch. 
En el 205 Live del 15 de mayo, fue derrotado por Jack Gallagher, en el 205 Live del 5 de junio, junto a Jack Gallagher atacaron a Isaiah "Swerve" Scott, la siguiente semana en 205 Live, junto a Jack Gallagher & Tehuti Miles, fueron derrotados por Isaiah "Swerve" Scott, Danny Burch & Oney Lorcan, debido a que durante el combate, junto a Gallagher abandonaron a Miles y en el 205 Live del 26 de junio, fue derrotado por Isaiah "Swerve" Scott, terminando el feudo. La siguiente semana en 205 Live, salvó a Isaiah "Swerve" Scott que estaba siendo atacado por Ever-Rise(Chase Parker & Matt Martel), posteriormente, junto a Isaiah "Swerve" Scott derrotaron Ever-Rise, en el 205 Live del 17 de julio, derrotó a Chase Parker, sin embargo después del combate fue atacado por Ever-Rise(Chase Parker & Matt Martel), pero salió Isaiah "Swerve" Scott para ayudarlo, haciéndose aliados, cambiando a face en el 205 Live del 31 de julio, junto a Isaiah "Swerve" Scott fueron derrotados por El Legado Del Fantasma(Joaquin Wilde & Raul Mendoza), la siguiente semana en 205 Live, fue derrotado por Danny Burch, a pesar de que durante el combate, interfirió Ariya Daivari para atacar a Oney Lorcan y distraer a Burch, en el 205 Live del 21 de agosto, fue derrotado por Jake Atlas, sin embargo después del combate atacó a Atlas e insultó a los comentaristas, volviendo a ser heel.
Comenzando el 2021, en el 205 Live emitido el 22 de enero, junto a Ariya Daivari se enfrentaron a Tommaso Ciampa & Timothy Thatcher en la 1.ª Ronda del Torneo Dusty Rhodes Tag Team Classic, sin embargo perdieron. en el 205 Live emitido el 5 de febrero, junto a Tony Nese derrotaron a Bolly-Rise(Sunil Singh & Matt Martel), más tarde esa misma noche, después del combate entre August Grey contra Jake Atlas, junto a Ariya Daivari atacaron a Atlas & Grey, la siguiente semana en 205 Live emitido en el 12 de febrero, fue derrotado por Jake Atlas, la siguiente semana en el 205 Live emitido el 26 de febrero, fue derrotando por August Grey, durante el combate su aliado Ariya Daivari interfirió a su favor pero Jake Atlas interfería a favor de Grey, la siguiente semana en el 205 Live emitido el 5 de marzo, junto a Ariya Daivari fueron derrotados por August Grey & Jake Atlas, en el 205 Live emitido el 18 de marzo, fue derrotado por Jake Atlas.
El 25 de junio de 2021, se informó que fue liberado de su contrato con la WWE.

### All Elite Wrestling (2021-presente)
En el episodio del 23 de octubre de AEW Dynamite, Nese se mostró sentado entre la multitud durante el programa con comentaristas que lo promocionaban como "uno de los agentes libres más populares en la lucha libre profesional". Nese hizo su debut en el episodio del 3 de noviembre de AEW Dark, derrotando a Fuego Del Sol. El 3 de diciembre, se anunció que Nese había firmado oficialmente con AEW. Esa misma noche, se enfrentó a Sammy Guevara por el Campeonato TNT de AEW en AEW Rampage, sin embargo perdió. En el verano de 2022, Nese formó un equipo con Josh Woods, el dúo adquiriría los servicios de Mark Sterling como su gerente y abogado en pantalla. En la edición del 5 de agosto de Rampage, Nese & Woods se enfrentaron a Swerve in our Glory (Keith Lee & Swerve Strickland) por los Campeonato Mundial en Parejas de AEW, sin embargo perdieron. En la edición del 7 de octubre de Rampage, Nese & Woods derrotaron a The Varsity Blonds (Brian Pillman Jr. & Griff Garrison), y después del combate, Sterling reveló que había "marcado" el término Varsity en relación con la lucha libre profesional, ya que Woods & Nese serían conocidos como The Varsity Athletes en el futuro.

## En Lucha
- Movimientos Finales
  - 450° splash
  - Reverse piledriver, a veces usando la posición pumphandle- 2016
  - Single leg Boston Crab, a veces mientras se arrodilla en la espalda del oponente – 2014
  - Pumphandle slam – 2016-presente.
  - Running Knee Strike a un oponente sentado contra el rincón.
- Movientos en firma
  - Cradle back-to-belly piledriver
  - Deadlift turnbuckle powerbomb
  - German suplex
  - Legsweep
  - Matrix evasion seguido de múltiples patadas
  - Moonsault, a veces mientras usa un springboarding
  - Múltiples variaciones de kick
  - Drop
  - Missile
  - Spinning heel
  - Springboard drop
  - Super, A veces después de evadir un movimiento
  - Pumphandle kneeling o sitout powerbomb
- Managers
  - "Smart" Mark Sterling
- Apodos
  - "The Premier Athlete"[27]
- Temas de Entrada
  - "Win It All" por CFO$[28] (WWE; 2016-2021)
  - "The Premier Athlete" por James Wansley (AEW; 2021-)

## Campeonatos y logros
- Dragon Gate USA
  - Open the United Gate Championship (1 vez) con Caleb Konley y Trent Barretta
  - Six Man Tag Team Tournament (2014)

- Family Wrestling Entertainment
  - FWE Tag Team Championship (1 vez) con Jigsaw
  - Oppening Grand Prix (2013)

- International Wrestling Cartel
  - IWC Super Indy Championship (1 vez)

- New York Wrestling Connection
  - NYWC Heavyweight Championship (2 veces)
  - NYWC Tag Team Championship (1 vez) – con Plazma
  - NYWC Interstate Championship (1 vez)
  - NYWC Fusion Championship (1 vez)

- Pro Wrestling Ilustrated
  - Situado en el número #136 en los PWI de 2016

- Pro Wrestling Syndicate
  - PWS Tri-State Championship (1 vez)

- World Wrestling Entertainment/WWE
  - WWE Cruiserweight Championship (1 vez)
  - WWE Cruiserweight Championship Tournament (2019)